# Josefa Amar y Borbón
Josefa Amar y Borbón (Saragossa, 4 de febrer de 1749 – 21 de febrer de 1833) fou una escriptora, la més destacada il·lustrada espanyola, que, amb altres intel·lectuals, es van preocupar per la situació de decadència d'Espanya, i van voler millorar-la mitjançant l'educació. Forma part de les pioneres del feminisme espanyol.

## Biografia i formació
Nascuda com a cinquè fill de José Amar i Ignacia Borbón, de classe benestant. Als cinc anys, son pare fou nomenat metge de la cort i la família es traslladà a Madrid, on va ser educada. A Madrid tingué com a professors els preceptors reials, entre els quals l'hel·lenista Rafael Casalbón, vinculat a la Biblioteca Reial i posterior bibliotecari, i el prevere Antonio Berdejo, gran coneixedor de les llengües clàssiques, que li van donar una sòlida formació humanística. Això li va permetre adquirir una educació autodidacta, amb una particular atenció envers les ciències, com també a les llengües i literatures europees modernes i clàssiques. No només va poder accedir a la lectura dels clàssics, sinó també dels humanistes espanyols del segle xvi, com Joan Lluís Vives, Luís de León, Elio Antonio de Nebrija o Benito Arias Montano; i també d'autors moderns com Bacon o Leibniz.

## Activitat com a il·lustrada
En 1764, Amar es va casar amb Joaquin Fuertes Piquer i es van instal·lar a Saragossa el 1772 quan el seu marit, jutge, fou nomenat per al tribunal reial de la ciutat. En aquesta ciutat Amar va freqüentar biblioteques, com la de Sant Ildefonso, que s'acabava d'obrir, i mantingué relacions amb els erudits locals; així, al 1782, Amar hi fou la primera dona membre de la Sociedad Económica Aragonesa d'Amics del País, com després ho fou de la Sociedad Económica de Madrid (el 1787) i de la Sociedad Médica de Barcelona (el 1790). Des de Saragossa va participar en el debat de la Sociedad Económica Matritense sobre l'admissió de dones, amb una memòria titulada Discurs en defensa del talent de les dones (1786).
Malgrat no viure a Madrid, la seva influència i prestigi van ser molt considerables: les seves obres van ser publicades i elogiades pels seus contemporanis i, en alguns casos, també traduïdes. Pels seus mèrits Amar va ser la primera dona no aristòcrata proposada com a membre de la Junta de Dames de la Societat Econòmica Matritense.

## Traduccions
Amar dominava el grec, el llatí, el francès, l'anglès i l'italià. Fou celebrada per les seves traduccions crítiques, entre les quals el Saggio storico-apologetico della letteratura spagnola del jesuïta català exilat Francesc Xavier Lampilles. També va traduir una obra de Francesco Griselini, Discurso sobre el problema de si corresponde a los párrocos y curas de aldea instruir a los labradores en los elementos de la economía campestre, publicada el 1783. A més, la seva traducció de Mme de Lambert fou lloada per Mme de Genlis.

## Obres originals
Entre 1783 i 1787 va publicar vuit assajos i tractats en tres camps: ciència i medicina, estudis literaris i textos combatius contra les supersticions. En destaca el llibre Discurso sobre l'educació fisica y moral de las mujeres (Discurs sobre l'educació física i moral de les dones) de 1790. En la mateixa línia defensora de la capacitat de les dones, va escriure el 1786 Discurso en defensa del talento de las mujeres y de su aptitud para el gobierno y otros cargos en que se emplean los hombres.

## Influència
Amar va posar els fonaments del feminisme il·lustrat a Espanya, especialment en la seva representació de la felicitat femenina. Creia que les dones tenen el dret a la felicitat i va cercar vies que permetessin les dones d'assolir aquesta felicitat, tant personal com col·lectiva. Va desafiar els valors tradicionals basats en el dogma catòlic i era partidària d'aplicar les idees il·lustrades del govern just (seguint Locke, Montesquieu i Rousseau) a la situació de les dones. Amar fou una de les poques dones que s'associen al regnat de Carles III. Ha estat considerada com la dona espanyola més erudita del seu temps, fou una activa lluitadora en la defensa de la igualtat de les dones pel que fa als drets a l'educació i a la participació en la vida pública. En la seva obra literària, Amar va saber combinar la tradició del Segle d'Or amb els temes del segle xviii per a definir un estil literari que més tard fou reconegut com el del modern assaig.